# Andy Samberg
Andy Samberg, właśc. David Andrew Samberg (ur. 18 sierpnia 1978 w Berkeley) – amerykański aktor, komik, muzyk, raper, producent i scenarzysta. Współtwórca grupy komików The Lonely Island.
Laureat Złotego Globu dla najlepszego aktora w serialu komediowym za rolę Jake’a Peralty w serialu Brooklyn 9-9.

## Życiorys

### Wczesne lata
Urodził się w Berkeley w Kalifornii jako syn Marjorie „Margi” Isabel (z domu Marrow), nauczycielki, i Josepha „Joe” Samberga, fotografa. Ma dwie siostry, Johannę i Darrow. W wieku pięciu lat powiedział rodzicom, że chce zmienić imię na Andy. Wychował się w żydowskiej rodzinie i uważa się za „nieszczególnie religijnego”. Jego dziadkowie ze strony matki byli sycylijskimi katolikami, a babka ze strony matki miała korzenie niemieckie, polskie i żydowskie. Uczęszczał do szkoły podstawowej Chabot Elementary School z Chelsea Peretti, z którą występował w serialu Brooklyn 9-9. Naukę kontynuował w Willard Junior High School, gdzie poznał swoich dwóch najlepszych przyjaciół, Jormę Taccone i Akivę Schaffera. W 1996 ukończył Berkeley High School. Studiował na wydziale filmowym w NYU Film School i Uniwersytecie Kalifornijskim w Santa Cruz.

### Kariera
W 2001 wspólnie z Jormą Taccone i Akivą Schafferem stworzył grupę komików The Lonely Island. W latach 2005–2012 występował w amerykańskim programie Saturday Night Live, gdzie zasłynął z tworzenia krótkich, zwariowanych skeczy z serii Digital Short. W 2007 otrzymał nagrodę Emmy za wybitną oryginalną muzykę i teksty do SNL. Po siedmiu sezonach odszedł z programu i skupił się na graniu w filmach. Debiutował na kinowym ekranie w tytułowej roli nieudacznika Roda Kimble’a w komedii Akivy Schaffera Hot Rod (2007). Został wybrany jako jeden z najgorętszych kawalerów lata 2008 według magazynu „People”. Od 17 września 2013 do 16 września 2021 grał rolę Jake’a Peralty w serialu Brooklyn 9-9, za którą w 2014 zdobył Złoty Glob dla najlepszego aktora w serialu komediowym.

## Życie prywatne
21 września 2013 ożenił się z Joanną Newsom, z którą ma córkę (ur. 2017).

## Filmografia

### Filmy
- 2007: Hot Rod jako Rod Kimble
- 2008: Małpy w kosmosie jako Ham III (głos)
- 2009: Stary, kocham cię jako Robbie Klaven
- 2009: Klopsiki i inne zjawiska pogodowe jako Brent McHale (głos)
- 2011: Ilu miałaś facetów? jako Gerry Perry
- 2011: To tylko seks jako Quincy
- 2012: Straż sąsiedzka jako przypadkowy palant
- 2012: Spadaj, tato jako Todd / Han Solo
- 2012: Hotel Transylwania jako Jonathan Loughran (głos)
- 2013: Do zaliczenia jako Van King
- 2013: Jeszcze większe dzieci jako Cheerleader
- 2013: Klopsiki kontratakują jako Brent McHale (głos)
- 2014: Sąsiedzi jako Toga
- 2015: Hotel Transylwania 2 jako Jonathan „Johnny” Loughran (głos)
- 2018: Hotel Transylwania 3 jako Johnny Loughran (głos)
- 2020: Palm Springs(inne języki) jako Nyles

### Seriale
- 2005: Bogaci bankruci jako kierownik sceny
- 2005–2012: Saturday Night Live
- 2009: MTV Movie Awards 2009 w roli samego siebie (gospodarz)
- 2009–2011: Amerykański tata jako Ricky Raptor / Antychryst (głos)
- 2010: Parks and Recreation jako Carl Lorthner
- 2010: Sarah Silverman jako Troy Bulletinboard
- 2011–2017: Pora na przygodę! − głos
- 2012: SpongeBob Kanciastoporty jako pułkownik Carper (głos)
- 2012: Rockefeller Plaza 30 w roli samego siebie
- 2013: 28. ceremonia wręczenia Independent Spirit Awards w roli samego siebie (gospodarz)
- 2013–2021: Brooklyn 9-9 jako Jake Peralta
- 2014: Saturday Night Live w roli samego siebie (gospodarz)
- 2015: Major Lazer jako dr Nerd / dr Bass Drop (głos)
- 2015: 67. ceremonia wręczenia nagród Emmy w roli samego siebie (gospodarz)
- 2016: Jess i chłopaki jako Jake Peralta
- 2017: Specjalista od niczego jako Nicolas Cage (głos)
- 2017: Lady Dynamite w roli samego siebie
- 2018: Alone Together − producent wykonawczy
- 2018: Bob’s Burgers jako Brett (głos)
- 2019: 76. ceremonia wręczenia Złotych Globów w roli samego siebie (gospodarz)
- 2019: PEN15 − producent wykonawczy
- 2020–2021: Jeszcze nigdy w roli samego siebie (głos)